# Kreispräsident
Als Kreispräsident wird in Schleswig-Holstein der ehrenamtliche Vorsitzende des Kreistags bezeichnet, der vom Kreistag aus seiner Mitte gewählt wird.

## Geschichte
Seit der Einführung von Kreisen aufgrund der preußischen Annexion Schleswig-Holsteins 1867 war zunächst der hauptamtliche Landrat sowohl Leiter der Kreisverwaltung als auch Vorsitzender des Kreistags. Unter der Herrschaft der Nationalsozialisten wurde zur Etablierung des Führerprinzips auf kommunaler Ebene insbesondere durch die Deutsche Gemeindeordnung von 1935 die Macht weiter auf den Landrat konzentriert. Nach Ende des Zweiten Weltkriegs reformierte die britische Militärregierung daher im Zuge der Demokratisierung und Dezentralisierung das Kommunalrecht in ihrer Besatzungszone. Da sie der deutschen Tradition der Kommunalverwaltung kritisch gegenüberstand, nahm sie das britische Kommunalrecht zum Vorbild und setzte in der revidierten Deutschen Gemeindeordnung die Trennung von Politik und Verwaltung durch, um das Führerprinzip durch das „Prinzip gemeinschaftlicher Verantwortung“ zu ersetzen. Das Amt des Landrats wurde aufgeteilt in einen politischen ehrenamtlichen Landrat als Vorsitzenden des Kreistags und einen politisch neutralen hauptamtlichen Kreisdirektor als Leiter der Verwaltung. Der Schleswig-Holsteinische Landtag hob die Trennung von Politik und Verwaltung mit einer neuen Kreisordnung 1950 wieder auf. Die Position des nun politischen Verwaltungschefs wurde wieder in Landrat umbenannt. Für den Leiter der Vertretungskörperschaft musste daher eine neue Bezeichnung gefunden werden, eben die des Kreispräsidenten. 

## Allgemeines
Rechtliche Grundlage für das Amt des Kreispräsidenten ist die schleswig-holsteinische Kreisordnung.
Die Wahl des Kreispräsidenten sowie seiner Stellvertreter findet in der ersten Sitzung des neu gewählten Kreistags statt. Gewählt werden können nur Mitglieder des Kreistags. (§ 28 Absatz 1). Für die Wahl wird eine einfache Mehrheit der Stimmen benötigt. Jede Fraktion kann verlangen, dass die Fraktionen in der Reihenfolge ihrer Höchstzahlen das Vorschlagsrecht haben. (Absatz 2)
Zu den Aufgaben des Kreispräsidenten zählen die Einberufung und Leitung der Sitzungen des Kreistags sowie die Repräsentation des Kreises gemeinsam mit dem Landrat. (§ 10)
Zuzüglich zur Entschädigung als Kreistagsmitglied kann der Kreispräsident eine monatliche Aufwandsentschädigung von bis zu 1557 Euro erhalten. (§ 5 der Landesverordnung über Entschädigungen in kommunalen Ehrenämtern)